# José Perera
José Perera Cruz (Madrid, 22 de diciembre de 1920-ibídem, 27 de septiembre de 2013) fue un músico y director coral español.

## Biografía
Miembro de una familia muy vinculada a la música —su hermano, Julián Perera, fue pianista, director, compositor y profesor—, curso los estudios en el Real Conservatorio de Madrid. En 1950 formó el coro Cantores de Madrid. Al reabrirse en 1956 el Teatro de la Zarzuela, fue contratado con su coro por José Tamayo para la representación de su versión de la zarzuela Doña Francisquita, de Amadeo Vives, bajo la dirección de Odón Alonso Ordás. Fue después del estreno, junto a Tamayo, cuando perfilaron lo que sería el Coro del Teatro de la Zarzuela y allí permaneció y trabajó José Perera como director coral hasta su jubilación en 1988.
Entre los miembros que formaron el coro y a los que dirigió, y que más tarde siguieron su carrera musical en solitario como músicos o actores, se encontraban Pedro Lavirgen, Pedro Osinaga, Pilar Lorengar o Ricardo Muñiz, entre muchos. Con el coro del Teatro de la Zarzuela realizó más de un centenar de grabaciones de discos y participó en la música de más de doscientas películas. También tuvo ocasión de dirigirlo en varias actuaciones internacionales como en el Reino Unido —con la presencia de la reina Isabel II— o en Bélgica, con ocasión de la Exposición Internacional de Bruselas de 1958, también con la presencia del rey Balduino.
Recibió el Premio Nacional de Teatro en 1960 y el premio a la Dirección de Coros en 1965. En 2004 el Teatro de la Zarzuela le rindió un homenaje poniendo su nombre a un palco junto a los dedicados a Teresa Berganza y Plácido Domingo.